# قائمة البعثات الدبلوماسية في بولندا

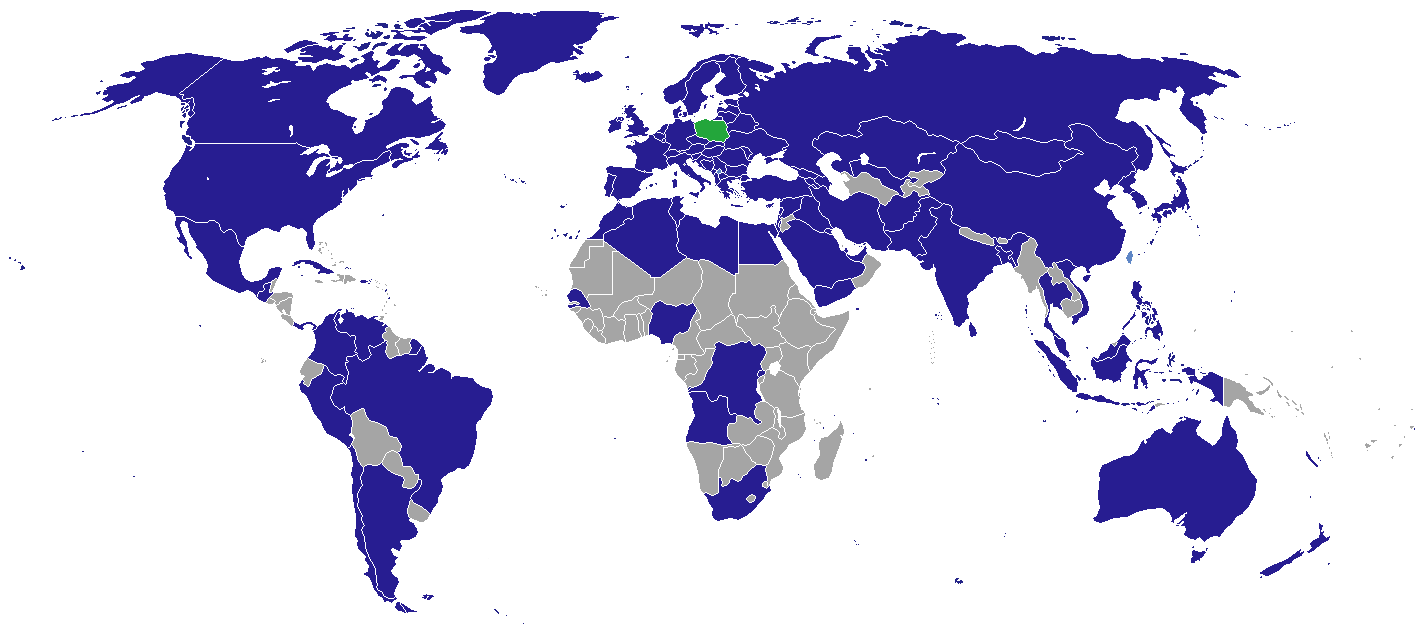
خريطة البعثات الدبلوماسية في بولندا

قائمة البعثات الدبلوماسية في بولندا (بالإنجليزية: List of diplomatic missions in Poland)، تسرد هذه المقالة البعثات الدبلوماسية المقيمة في جمهورية بولندا. في الوقت الحاضر، تستضيف العاصمة وارسو 95 سفارة. لدى العديد من الدول سفراء معتمدين في بولندا، ويقيم معظمهم في بروكسل أو برلين أو موسكو. هذه القائمة تستثني القنصليات الفخرية.

## البعثات الدبلوماسية في وارسو
| بلد                      | نوع البعثة                    | صورة |
| ------------------------ | ----------------------------- | ---- |
| أفغانستان                | هيئة من الممثلين الدبلوماسيين | -    |
| ألبانيا                  | هيئة من الممثلين الدبلوماسيين | -    |
| الجزائر                  | هيئة من الممثلين الدبلوماسيين | -    |
| أنغولا                   | هيئة من الممثلين الدبلوماسيين | -    |
| الأرجنتين                | هيئة من الممثلين الدبلوماسيين | -    |
| أرمينيا                  | هيئة من الممثلين الدبلوماسيين | -    |
| أستراليا                 | هيئة من الممثلين الدبلوماسيين | -    |
| النمسا                   | هيئة من الممثلين الدبلوماسيين | -    |
| أذربيجان                 | هيئة من الممثلين الدبلوماسيين | -    |
| بنغلاديش                 | هيئة من الممثلين الدبلوماسيين | -    |
| بيلاروس                  | هيئة من الممثلين الدبلوماسيين | -    |
| بلجيكا                   | هيئة من الممثلين الدبلوماسيين | -    |
| البوسنة والهرسك          | هيئة من الممثلين الدبلوماسيين | -    |
| البرازيل                 | هيئة من الممثلين الدبلوماسيين | -    |
| بلغاريا                  | هيئة من الممثلين الدبلوماسيين | -    |
| كندا                     | هيئة من الممثلين الدبلوماسيين | -    |
| تشيلي                    | هيئة من الممثلين الدبلوماسيين | -    |
| الصين                    | هيئة من الممثلين الدبلوماسيين | -    |
| كولومبيا                 | هيئة من الممثلين الدبلوماسيين | -    |
| الكونغو                  | هيئة من الممثلين الدبلوماسيين | -    |
| كرواتيا                  | هيئة من الممثلين الدبلوماسيين | -    |
| كوبا                     | هيئة من الممثلين الدبلوماسيين |      |
| قبرص                     | هيئة من الممثلين الدبلوماسيين | -    |
| جمهورية التشيك           | هيئة من الممثلين الدبلوماسيين | -    |
| الدنمارك                 | هيئة من الممثلين الدبلوماسيين | -    |
| مصر                      | هيئة من الممثلين الدبلوماسيين | -    |
| إستونيا                  | هيئة من الممثلين الدبلوماسيين | -    |
| فنلندا                   | هيئة من الممثلين الدبلوماسيين | -    |
| فرنسا                    | هيئة من الممثلين الدبلوماسيين | -    |
| جورجيا                   | هيئة من الممثلين الدبلوماسيين | -    |
| ألمانيا                  | هيئة من الممثلين الدبلوماسيين | -    |
| اليونان                  | هيئة من الممثلين الدبلوماسيين | -    |
| الكرسي الرسولي           | سفارة رسولية                  | -    |
| المجر                    | هيئة من الممثلين الدبلوماسيين | -    |
| الهند                    | هيئة من الممثلين الدبلوماسيين | -    |
| إندونيسيا                | هيئة من الممثلين الدبلوماسيين | -    |
| إيران                    | هيئة من الممثلين الدبلوماسيين | -    |
| العراق                   | هيئة من الممثلين الدبلوماسيين | -    |
| أيرلندا                  | هيئة من الممثلين الدبلوماسيين | -    |
| إسرائيل                  | هيئة من الممثلين الدبلوماسيين | -    |
| إيطاليا                  | هيئة من الممثلين الدبلوماسيين | -    |
| اليابان                  | هيئة من الممثلين الدبلوماسيين | -    |
| كازاخستان                | هيئة من الممثلين الدبلوماسيين | -    |
| الكويت                   | هيئة من الممثلين الدبلوماسيين | -    |
| لاتفيا                   | هيئة من الممثلين الدبلوماسيين | -    |
| لبنان                    | هيئة من الممثلين الدبلوماسيين | -    |
| ليبيا                    | هيئة من الممثلين الدبلوماسيين | -    |
| ليتوانيا                 | هيئة من الممثلين الدبلوماسيين | -    |
| لوكسمبورغ                | هيئة من الممثلين الدبلوماسيين | -    |
| ماليزيا                  | هيئة من الممثلين الدبلوماسيين | -    |
| مالطا                    | هيئة من الممثلين الدبلوماسيين | -    |
| المكسيك                  | هيئة من الممثلين الدبلوماسيين | -    |
| مولدوفا                  | هيئة من الممثلين الدبلوماسيين | -    |
| منغوليا                  | هيئة من الممثلين الدبلوماسيين | -    |
| الجبل الأسود             | هيئة من الممثلين الدبلوماسيين | -    |
| المغرب                   | هيئة من الممثلين الدبلوماسيين | -    |
| هولندا                   | هيئة من الممثلين الدبلوماسيين | -    |
| نيوزيلندا                | هيئة من الممثلين الدبلوماسيين | -    |
| نيجيريا                  | هيئة من الممثلين الدبلوماسيين | -    |
| كوريا الشمالية           | هيئة من الممثلين الدبلوماسيين | -    |
| مقدونيا                  | هيئة من الممثلين الدبلوماسيين | -    |
| النرويج                  | هيئة من الممثلين الدبلوماسيين | -    |
| باكستان                  | هيئة من الممثلين الدبلوماسيين | -    |
| فلسطين                   | هيئة من الممثلين الدبلوماسيين | -    |
| بنما                     | هيئة من الممثلين الدبلوماسيين | -    |
| بيرو                     | هيئة من الممثلين الدبلوماسيين | -    |
| الفلبين                  | هيئة من الممثلين الدبلوماسيين | -    |
| البرتغال                 | هيئة من الممثلين الدبلوماسيين | -    |
| قطر                      | هيئة من الممثلين الدبلوماسيين | -    |
| رومانيا                  | هيئة من الممثلين الدبلوماسيين | -    |
| روسيا                    | هيئة من الممثلين الدبلوماسيين | -    |
| السعودية                 | هيئة من الممثلين الدبلوماسيين | -    |
| السنغال                  | هيئة من الممثلين الدبلوماسيين | -    |
| صربيا                    | هيئة من الممثلين الدبلوماسيين | -    |
| سلوفاكيا                 | هيئة من الممثلين الدبلوماسيين | -    |
| سلوفينيا                 | هيئة من الممثلين الدبلوماسيين | -    |
| جنوب إفريقيا             | هيئة من الممثلين الدبلوماسيين | -    |
| كوريا الجنوبية           | هيئة من الممثلين الدبلوماسيين | -    |
| مالطا                    | هيئة من الممثلين الدبلوماسيين | -    |
| إسبانيا                  | هيئة من الممثلين الدبلوماسيين | -    |
| سريلانكا                 | هيئة من الممثلين الدبلوماسيين | -    |
| السويد                   | هيئة من الممثلين الدبلوماسيين | -    |
| سويسرا                   | هيئة من الممثلين الدبلوماسيين | -    |
| سوريا                    | هيئة من الممثلين الدبلوماسيين | -    |
| تايبيه الصينية           | مكتب تمثيلي تايبي             | -    |
| تايلاند                  | هيئة من الممثلين الدبلوماسيين | -    |
| تونس                     | هيئة من الممثلين الدبلوماسيين | -    |
| تركيا                    | هيئة من الممثلين الدبلوماسيين | -    |
| أوكرانيا                 | هيئة من الممثلين الدبلوماسيين | -    |
| الإمارات العربية المتحدة | هيئة من الممثلين الدبلوماسيين | -    |
| المملكة المتحدة          | هيئة من الممثلين الدبلوماسيين | -    |
| الولايات المتحدة         | هيئة من الممثلين الدبلوماسيين | -    |
| أوزبكستان                | هيئة من الممثلين الدبلوماسيين | -    |
| فنزويلا                  | هيئة من الممثلين الدبلوماسيين | -    |
| فيتنام                   | هيئة من الممثلين الدبلوماسيين | -    |
| اليمن                    | هيئة من الممثلين الدبلوماسيين | -    |

## القنصليات في بولندا
| دولة             | نوع المهمة      | مدينة          | صورة فوتوغرافية |
| ---------------- | --------------- | -------------- | --------------- |
| النمسا           | القنصلية العامة | كراكوف         | -               |
| بيلاروس          | قنصلية          | بياوا بودلاسكا | -               |
| بيلاروس          | القنصلية العامة | بياليستوك      | -               |
| الصين            | القنصلية العامة | غدانسك         | -               |
| فرنسا            | القنصلية العامة | كراكوف         | -               |
| ألمانيا          | القنصلية العامة | غدانسك         | -               |
| ألمانيا          | القنصلية العامة | كراكوف         | -               |
| ألمانيا          | قنصلية          | أوبول          | -               |
| ألمانيا          | القنصلية العامة | فروتسواف       | -               |
| المجر            | القنصلية العامة | غدانسك         | -               |
| المجر            | القنصلية العامة | كراكوف         | -               |
| المجر            | نائب القنصلية   | فروتسواف       | -               |
| ليتوانيا         | قنصلية          | سيجني          | -               |
| روسيا            | القنصلية العامة | غدانسك         | -               |
| روسيا            | القنصلية العامة | كراكوف         | -               |
| روسيا            | القنصلية العامة | بوزنان         | -               |
| سلوفاكيا         | القنصلية العامة | كراكوف         | -               |
| أوكرانيا         | القنصلية العامة | غدانسك         | -               |
| أوكرانيا         | القنصلية العامة | كراكوف         | -               |
| أوكرانيا         | القنصلية العامة | لوبلين         | -               |
| الولايات المتحدة | القنصلية العامة | كراكوف         | -               |

## فتح السفارات
كوسوفو [a]
- وارسو (السفارة ستفتح).

## السفارات المعتمدة
مقيم في برلين ما لم يذكر.
- أندورا (أندورا لا فيلا)
- جزر البهاما ( ناسو)
- البحرين
- باربادوس (لندن)
- بنين
- بوليفيا
- بوتسوانا
- بروناي
- بوركينا فاسو
- بوروندي (موسكو)
- بورما
- كمبوديا
- كوستاريكا
- الكاميرون (موسكو)
- جمهورية إفريقيا الوسطى (باريس)
- الرأس الأخضر
- تشاد
- جمهورية الكونغو
- جيبوتي (باريس)
- جمهورية الدومينيكان (بروكسل)
- السلفادور
- غينيا الاستوائية
- إرتريا
- إسواتيني (بروكسل)
- إثيوبيا
- ولايات ميكرونيسيا المتحدة (باليكير)
- فيجي (بروكسل)
- الغابون (ليبرفيل)
- غامبيا (بروكسل)
- غانا (روما / الفاتيكان)
- غواتيمالا
- غينيا
- غينيا بيساو (موسكو)
- غيانا (لندن)
- هايتي
- هندوراس
- آيسلندا
- ساحل العاج
- جامايكا
- الأردن
- كينيا (روما)
- قرغيزستان
- لاوس
- ليسوتو
- ليختنشتاين (برن)
- جزر المالديف
- مدغشقر (موسكو)
- مالاوي
- مالي
- جزر مارشال (مدينة نيويورك)
- موريتانيا
- موناكو
- ناميبيا
- نيبال
- نيكاراغوا (بروكسل)
- النيجر
- ناورو (مدينة نيويورك)
- عُمان
- بابوا غينيا الجديدة (بروكسل)
- باراغواي
- رواندا
- سانت فينسنت والغرينادين (مدينة نيويورك)
- سنغافورة ( مدينة سنغافورة)
- سيراليون (موسكو)
- جزر سليمان (بروكسل)
- السودان
- جنوب السودان
- طاجيكستان
- تنزانيا
- تيمور الشرقية (بروكسل)
- توغو
- تركمانستان
- أوغندا
- فانواتو (بروكسل)
- زامبيا
- زيمبابوي

## ملحوظات
| أ. | ^ |